# Fölzkogel
Der Fölzkogel ist ein 2022 m ü. A. hoher Berg in der Hochschwabgruppe im österreichischen Bundesland Steiermark.

## Lage und Umgebung
Der Fölzkogel ist eine Erhebung der Karlalpe, einer karstigen Hochfläche innerhalb der Hochschwabgruppe. Er und sein südöstlichen Nachbar, der Fölzstein, bilden die beiden Eckpunkte eines Plateaus, das vom Rest der Karlalpe recht markant abgesetzt ist. Wesentlichen Anteil an dieser Abgrenzung hat der Gipfelbereich des Fölzkogels selbst. Er wird von einem Rücken an der Nordseite des genannten Plateaus gebildet, der dort quer liegt, wo der Rest der Karlalpe anschließt. Westlich unterhalb des Gipfels befindet sich das namensgebende Karl, das den Talschluss des zum Ilgener Tal hinlaufenden Karlgrabens bildet. Im Nordosten, Osten und Süden fällt das Plateau sehr steil bis senkrecht zur Fölzalm bzw. zum Fölzboden ab. Im Südwesten ist dem Plateau der 1839 m hohe Waschenriegel vorgelagert, von diesem Gipfel zieht sich ein schmaler, zerklüfteter Bergrücken (Zirbeneck) nach Süden. Er trennt den Karlgraben im Westen vom Fölzboden im Osten.
Der Fölzkogel hat kein Gipfelkreuz, nur eine kleine Tafel und ein Wetterkasten für das Gipfelbuch markieren den höchsten Punkt des Berges.

### Name
Der Namensbestandteil „Fölz“ dürfte auf das mittelhochdeutsche Wort velze zurückgehen, das „Rinne“ bedeutet bzw. im übertragenen Sinn eine entsprechende Geländeform bezeichnen kann. Passenderweise ist Fölz ist der Name eines von Thörl nach Nordwesten führenden Tals, an dessen Ende die enge Fölzklamm liegt. Von hier aus dürfte sich der Name auf die angrenzenden Berge, die Alm und weitere Flurnamen (Fölzboden, Fölzriegel) übertragen haben.

## Geologie und Geomorphologie
Die gesamte Karlalpe wird vom Dachstein-Riffkalk bestimmt, der gegen das Hangende hin von gebanktem, lagunärem Dachsteinkalk abgelöst wird. Der Riffkalk erreicht am Karlhochkogel eine Mächtigkeit zwischen 200 und 300 m. Von der überlagernden Lagune sind etwa 50 m erhalten, die Hauptmasse wurde jedoch längst erodiert. Der Beginn des Riffwachstums an der Ostseite des Karlhochkogels reicht mindestens bis ins Lacium zurück.
Die Hochflächen des Hochschwabgebiets wurden bei der Entstehung der Alpen im Miozän emporgehoben. Sie sind nur gering glazial überformt, weisen in sich meist ein sanft gewelltes Relief auf, an ihren Rändern brechen sie zu den umgebenden Tälern hin jedoch in schroffen Steilwänden ab.

## Aufstieg
Der bekannteste Weg auf Fölzkogel und Fölzstein führt von Südosten (aus Richtung Aflenz Kurort) über den Fölzboden (Gasthof Schwabenbartl) auf die Fölzalm (1484 m). Von dort führt ein steiler Pfad zum Fölzstein, ein etwas sanfterer in einem Bogen über die sogenannte Windscharte (Sattelpunkt zwischen Fölzalm und Karlgraben) auf den Fölzkogel. Von der weiter nördlich gelegenen Voisthaler Hütte führt ein anspruchsvoller Steig (Schwierigkeitsgrad T4 der SAC-Wanderskala) nach Südwesten auf die Karlalpe, die dann einige hundert Meter weglos zur Windschafte überquert werden kann.
Aus dem Karlgraben heraus ist die Windscharte nur über die weglosen Steilwiesen an dessen Ende erreichbar. Außerdem führen steile, unmarkierte, teilweise auch sehr anspruchsvolle Steige vom Karlgraben im Westen bzw. Fölzboden und Seitengräben im Osten auf den genannten Rücken zwischen den beiden Gräben und weiter über den Waschenriegel auf das Plateau.

Ansichten
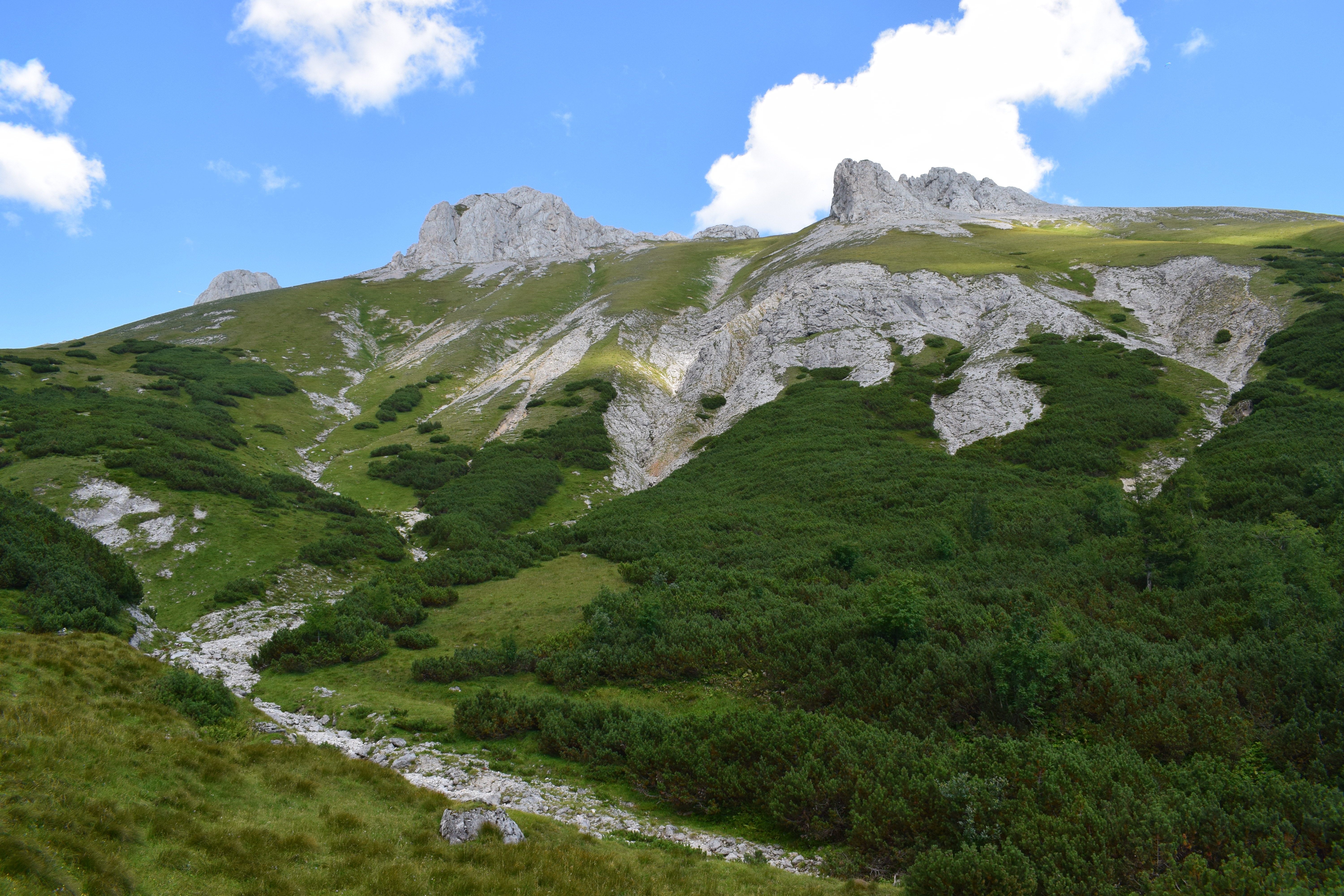
Südwestseite des Fölzkogels vom Karlgraben aus.
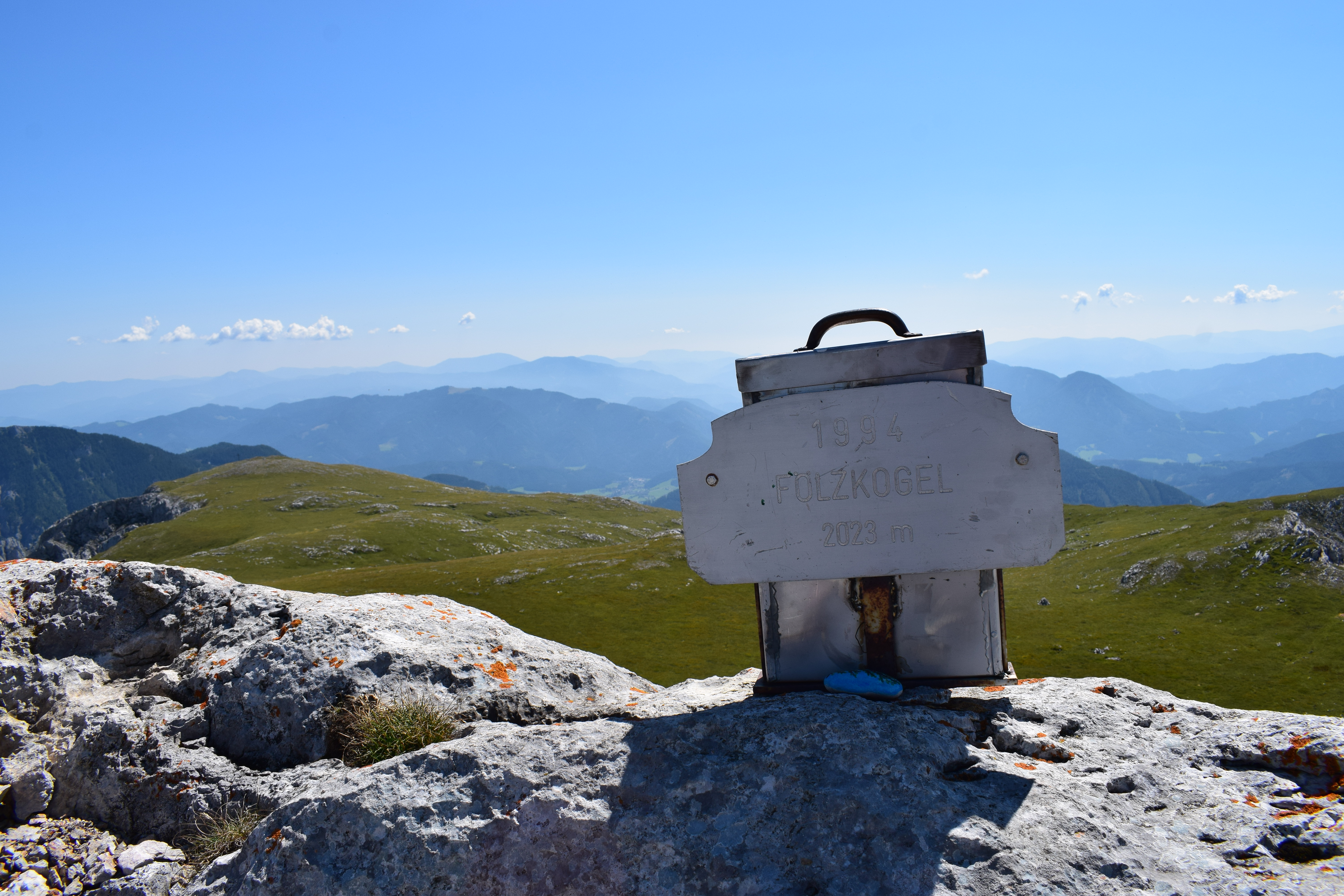
Kein Kreuz, nur eine Tafel markiert den Gipfel.
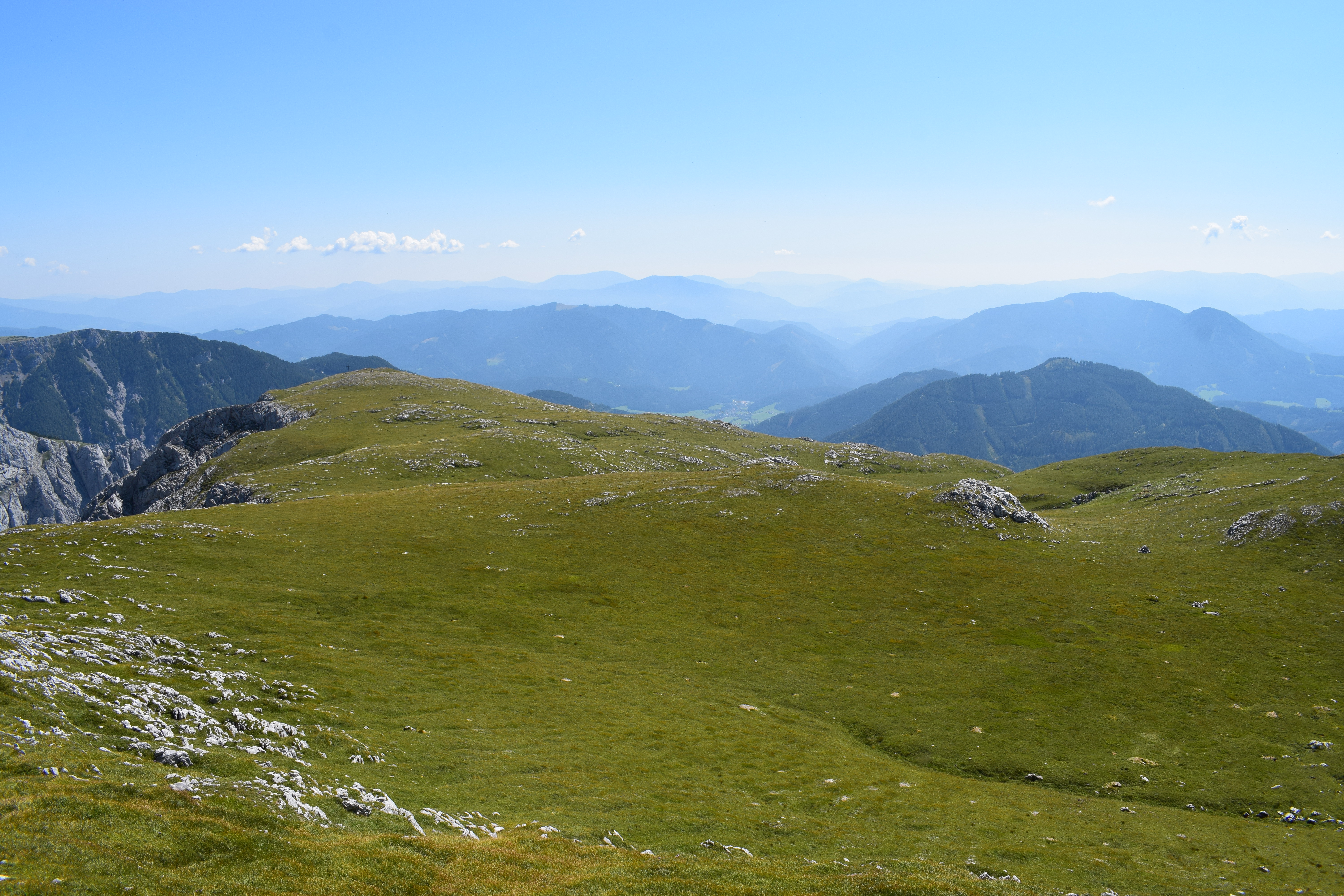
Blick vom Fölzkogel über das Plateau, links hinten das Gipfelkreuz des Fölzsteins.
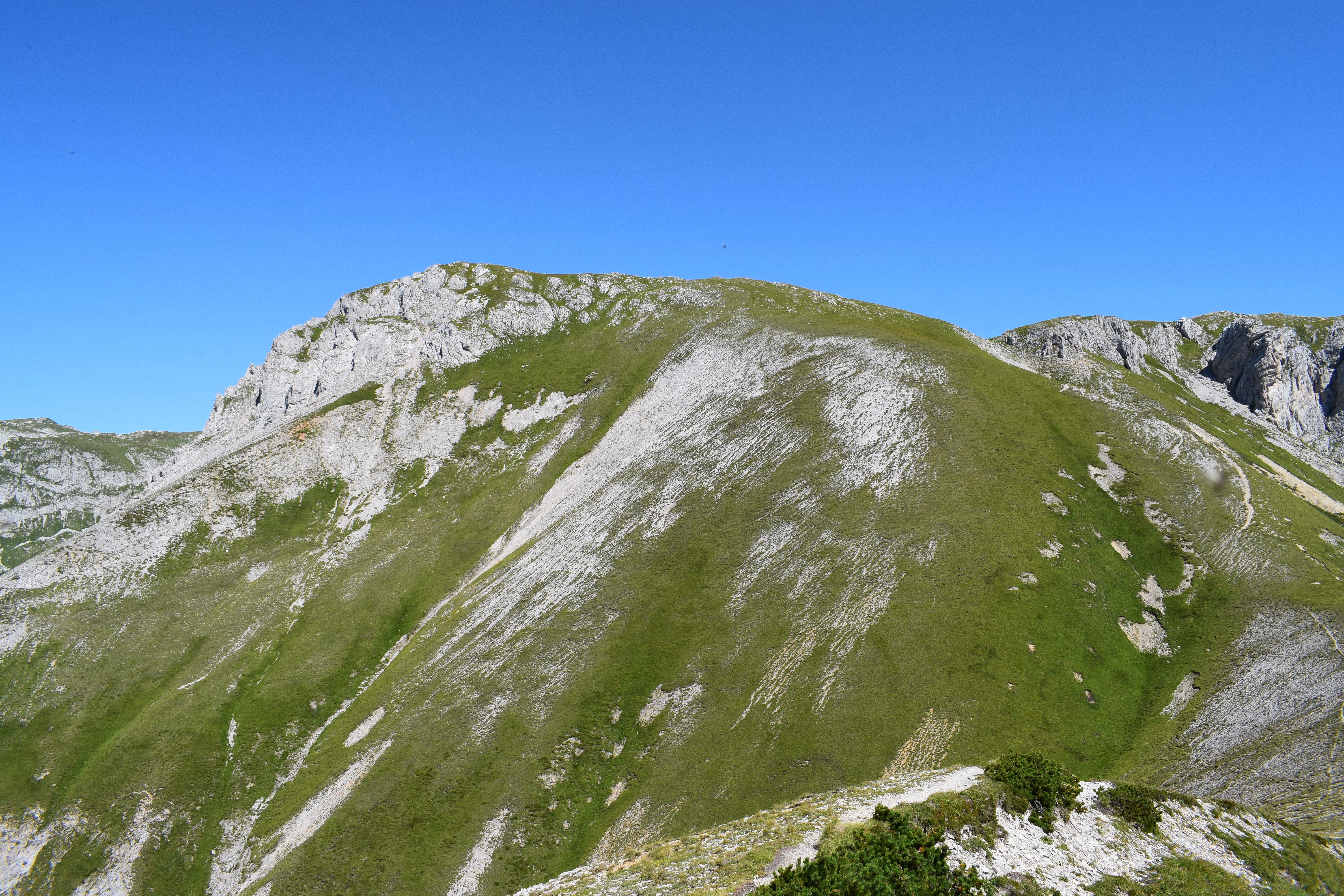
Südseite des Fölzkogel-Plateaus vom Waschenriegel aus.
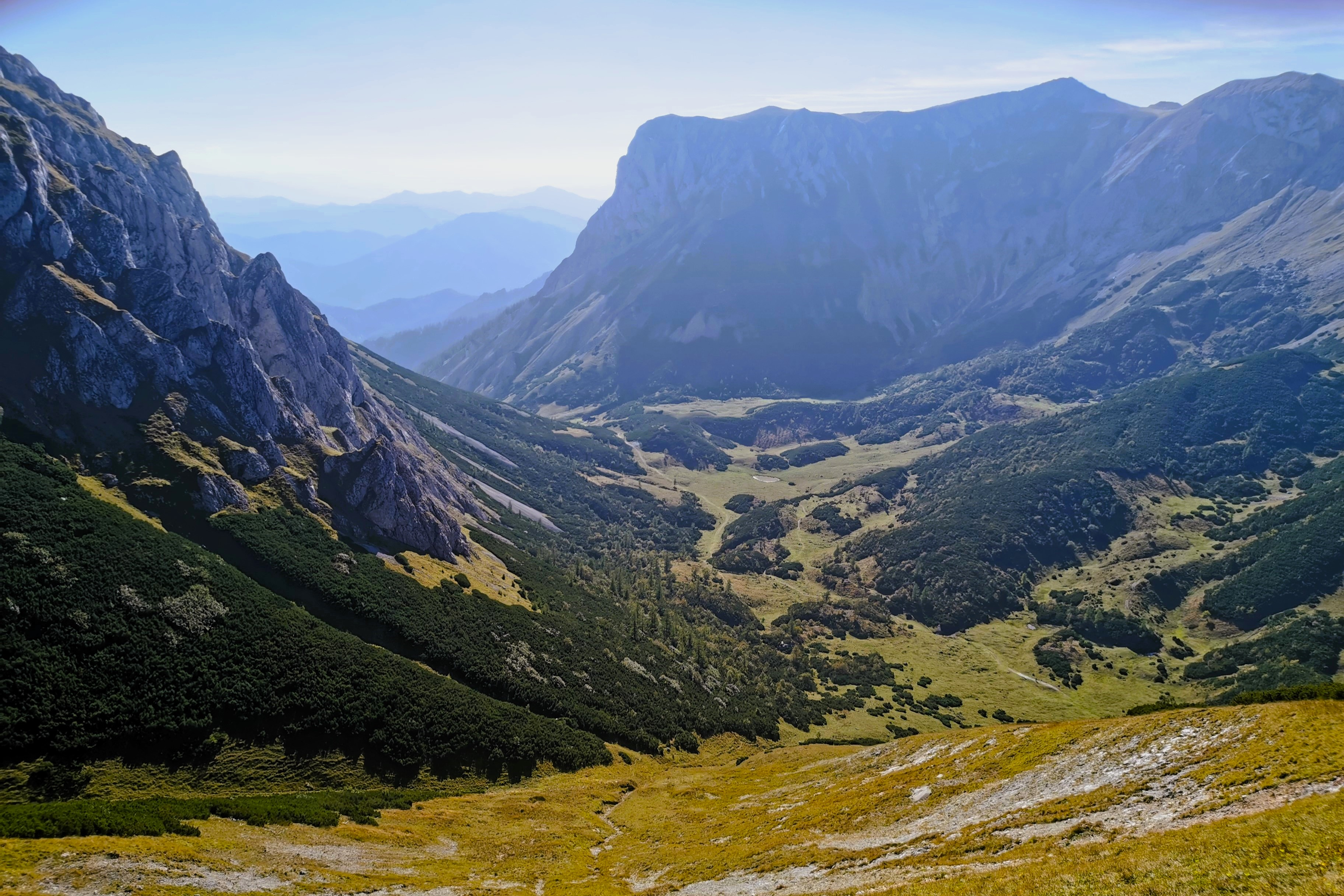
Blick über die Fölzalm nach Südwesten. In der rechten Bildhälfte beschattet die Nordostwand von Fölzstein (Kante Links) und Fölzkogel („Pyramide“ rechts).